# Гагарино (Тюменская область)
Гагарино — село в Ишимском районе Тюменской области, административный центр и единственный населённый пункт Гагаринского сельского поселения.
Население — 1097 чел. (2021).

## Общая физико-географическая характеристика
Село Гагарино расположено на западном берегу старицы реки Ишим в лесостепной зоне Западной Сибири (в пределах Ишимской равнины) на высоте 74 метра над уровнем моря. В 1,7 км к западу от села расположено озеро Мергень, в 2,4 км к югу - озеро Битехтино.
Село расположено в 16 км к югу от районного центра города Ишим, 310 км к юго-востоку от областного центра города Тюмень и 150 км к северу от города Петропавловск (Казахстан).
Через село проходит автомобильная дорога федерального значения Р403 (Ишим — Петропавловск). Ближайшая железнодорожная станция расположена в городе Ишим.
Климат
Климат континентальный, с суровой и продолжительной зимой, коротким жарким летом, короткой весной с поздними возвратами холодов, непродолжительной  осенью с ранними заморозками. Температура  воздуха испытывает  большие колебания из года в год, от месяца к месяцу, а также в течение суток. Среднегодовая температура положительная и составляет 0,9 С. Средняя температура самого холодного месяца января - - 18.1 С, самого тёплого июля - 19.1 С. Многолетняя норма осадков - 389 мм, однако возможны значительные отклонения от нормы к различные годы. В отдельные годы отмечаются засухи. Большая часть осадков выпадает в тёплое время года.

## История
Основано как деревня Гагарина не позднее 1858 года на торговом пути, связывавшем Ишим и Петропавловск.

## Население
| 2010 | 2012 | 2013 | 2014  | 2015 | 2016 | 2017 |
| ---- | ---- | ---- | ----- | ---- | ---- | ---- |
| 883  | ↘872 | ↘847 | ↘836  | ↘831 | ↗855 | ↗876 |
| 2018 | 2019 | 2020 | 2021  |      |      |      |
| ↗907 | ↘866 | ↘865 | ↗1097 |      |      |      |